# Hygrophorus persicolor
Hygrophorus persicolor är en svampart som tillhör divisionen basidiesvampar, och som beskrevs av Ricek. Hygrophorus persicolor ingår i släktet Hygrophorus, och familjen Hygrophoraceae. Arten har ej påträffats i Sverige.